# أندي كيلي
أندي كيلي (بالإنجليزية: Andy Kelly)‏ هو لاعب كرة قدم أمريكية أمريكي، ولد في 6 يونيو 1968 في دايتون في الولايات المتحدة.

## وصلات خارجية
- أندي كيلي على موقع JustSportsStats.com (الإنجليزية)
- أندي كيلي على موقع كلية كرة القدم في سبورتس رفرنس.كوم (الإنجليزية)